# Dorami & Doraemons: Robot gakkō nanafushigi!?
Dorami & Doraemons: Robot gakkō nanafushigi!? (ドラミ&ドラえもんズ ロボット学校七不思議！？?, Dorami & Doraemonzu - Robotto gakkō nanafushigi!?) è un cortometraggio del 1996 diretto da Yoshitomo Yonetani.
Il cortometraggio è ambientato nella scuola in cui Doraemon e gli altri gatti robot vengono addestrati, e vede protagonista Dorami ed i "Doraemons".

## Trama
È arrivato il momento per Dorami, la sorella di Doraemon, di diplomarsi presso la scuola per gatti robot. Tuttavia, un misterioso vento risucchia Doraemon ed il preside della scuola. Rimasta sola, Dorami decide di fare ricorso alla carta dell'amicizia del fratello per richiamare il gruppo dei Doraemons e chiedere il loro aiuto.

## Distribuzione
Il cortometraggio è stato proiettato per la prima volta nelle sale cinematografiche giapponesi il 2 marzo 1996, insieme a Doraemon: Nobita to ginga express.